# Hérout
Pour les articles homonymes, voir Hérout.
Ne doit pas être confondu avec Hérout-Le Mouvement national.

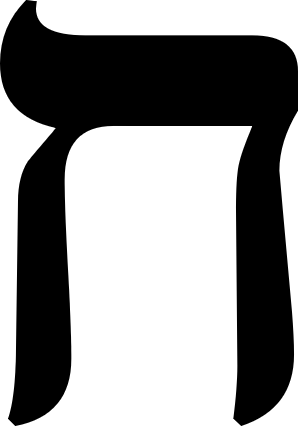
Symbole électoral de Hérout.

Le Herout (Liberté) est un parti sioniste israélien de droite, créé en 1948.
Il prend à cette date la succession du Parti révisionniste, et reste fidèle au programme du créateur de celui-ci, Vladimir Jabotinsky : un grand Israël sur les deux rives du fleuve Jourdain (incluant donc l'actuelle Jordanie), une nette opposition à la gauche au pouvoir, une défense du libéralisme économique et politique.
Il sera la composante la plus importante du parti qui regroupe les droites israéliennes en 1973, le Likoud.
Pendant ses 25 années d'existence, il est apparu comme la principale et la plus déterminée des forces d'opposition au pouvoir du parti travailliste israélien (Mapaï).
Cet article peut-être lu avec ceux consacrés au Parti révisionniste et au Likoud.

## Origine
Vladimir Jabotinsky a créé en 1925 le Parti révisionniste, pour « réviser » le sionisme dans un sens plus nationaliste. Le parti Révisionniste a pour idéologie :
- Un État juif s’étendant sur les deux rives du fleuve Jourdain : la Palestine et une partie de la Transjordanie.
- La défense du libéralisme économique face aux idées socialistes qui dominent à l’époque le Yichouv (communauté juive en Palestine).
- La défense du libéralisme politique (démocratie). On note cependant que des courants d’extrêmes droits minoritaires opèrent à la droite du parti. Voir le chapitre Parti révisionniste : La tentation Fasciste et les Birionim (1928-1933).

Le mouvement révisionniste s’organise dans les années 1930 en plusieurs organisations :
- Le Parti révisionniste lui-même, dirigé par Vladimir Jabotinsky.
- Le Betar, mouvement de jeunesse indépendant du parti, mais qui se réclame aussi de Jabotinsky.
- L’Irgoun Zvaï Leumi (Organisation Militaire Nationale), organisation militaire clandestine, considérée comme une organisation terroriste par la Grande-Bretagne et l’Agence juive (exécutif sioniste en Palestine mandataire). De 1937 à 1948, l’Irgoun a mené 3 campagnes : de 1937 à 1939 contre la population civile arabe, de 1944 à 1947 contre les Britanniques et de la fin 1947 au milieu de 1948 contre la population civile arabe et les groupes armés arabes. Jabotinsky est son chef politique jusqu’en 1940 (fonction assez théorique).
- Le Lehi, organisation dissidente radicale de l'Irgoun, apparue en 1940. Le Lehi se réclame d’une version radicale du courant révisionniste jusqu’en 42-43, avant de s’en éloigner. Mais certains courants du Lehi restent proches des révisionnistes.

Après la mort de Jabotinsky, en 1940, les 3 premières organisations, qui reconnaissaient son autorité, n’ont plus de chef commun.
En 1943, Menahem Begin, ancien responsable du Betar de Pologne, considéré comme un peu plus « dur » que Jabotinsky, a pris la direction de l’Irgoun, et a relancé en 1944 la lutte armée contre les Britanniques.
En 1948, l’Irgoun est dissoute sous la pression du nouveau gouvernement israélien (affaire de l’Altalena). Menahem Begin crée alors le Herout, pour regrouper le mouvement révisionniste. Le nouveau parti absorbe le parti Révisionniste et les anciens de l’Irgoun. Ceux-ci obtiennent la majorité des postes de commandes, quand les « politiques » du Parti révisionniste, considérés comme plus modérés (ils ont parfois critiqué les attentats de l’Irgoun), sont mis à l’écart des instances dirigeantes.
Seul le Lehi reste au départ à l’extérieur du Herout, et crée un éphémère « parti des combattants », dont beaucoup de membres entreront ensuite (mais pas tous), au Herout, comme Yitzhak Shamir.

## Les années 1950 et la marginalisation du Herout

le territoire revendiqué par le Parti révisionniste puis par le Herout

Jusqu’en 1977, ce sont les socialistes du Mapaï qui dirigent les coalitions politiques au pouvoir. Le Herout est donc dans l’opposition pendant toutes les années 1950.
Il apparaît à cette date comme un parti radical. Il est le seul parti sioniste, de droite ou de gauche, à ne jamais faire partie des coalitions gouvernementales. Le slogan du Mapaï est à l’époque : « ni Maki (Parti communiste d'Israël) ni Hérout ». David Ben Gourion, le Premier ministre de l’époque est même célèbre pour refuser de prononcer le nom de Menahem Begin, dont il ne cache pas qu’il le déteste.
Cette image radicale tient à différents éléments.
Il y a d’abord le souvenir des campagnes d’attentats menées par l’Irgoun avant l’été 1948 contre les Britanniques ou les civils arabes, et qui étaient généralement condamnées par la majorité du Yichouv.
Il y a aussi la revendication du Herout de voir Israël se lancer dans une guerre de conquête pour s’emparer de la Cisjordanie, de la bande de Gaza et de la Jordanie, revendication qui semble aventuriste à beaucoup.
Il y a ensuite la violente campagne menée à partir de 1952 contre les « réparations allemandes ». Il s’agit d’un accord financier passé entre la République fédérale d’Allemagne (RFA) et l’État d’Israël. En reconnaissance de sa responsabilité dans la Shoah (le génocide des juifs), la RFA s’engage à verser des sommes importantes, à fournir du matériel, des usines, etc. Le gouvernement israélien considère que cette aide est indispensable pour Israël. L’État est encore peu industrialisé à l’époque et fait face à la pression des États arabes hostiles, ainsi qu’à un afflux de réfugiés juifs venus d’Europe ou des pays arabes. Le renforcement de l’économie du pays est donc considéré comme crucial.
Le Hérout dénonce en des termes extrêmement violents cet accord, qu’il considère trahir la mémoire des victimes du génocide. Menahem Begin organise des manifestations violentes, et sera d’ailleurs exclu pour cela pendant 15 mois de la Knesset (entre 1952 et 1953). Certains militants radicaux du Hérout tenteront même de commettre des attentats contre des « dons » allemands. 
- le 27 mars 1952, un démineur allemand est tué par un colis adressé par la poste au chancelier allemand Konrad Adenauer. Quelques semaines plus tard, 5 Israéliens seront arrêtés en France, dont Eliezer Sudit, un ancien membre de l'Irgoun. En 2006, celui-ci a affirmé qu'il avait eu « une rencontre secrète avec Begin, et avait suggéré « une opération qui secouerait le monde et prouverait que tous les Israéliens n'étaient pas prêts à accepter de l'argent en expiation du sang versé » »[1]. « L'intention n'était pas de frapper Adenauer, mais d'alerter les médias internationaux »[2]. L'implication de Begin dans l'attentat ne peut cependant être confirmée par une autre source, et est mise en doute par ses anciens proches.
- En septembre 1953, Petahia Shamir, chef du Betar israélien est arrêté pour avoir voulu faire sauter le « Ramon », un cargo donné par l'Allemagne.
- Vers la même époque, Dov Shilansky, ancien de l'Irgoun, futur député et ministre du Likoud, est arrêté pour avoir voulu déposer une bombe au ministère des affaires étrangères.

L'implication de Begin n'est pas prouvée. Mais la gauche dénonce un retour aux méthodes "terroristes" de l'Irgoun et le risque d'une guerre civile entre juifs.
Il y a enfin l’affaire Israël Kastner. Il s’agit d’un membre assez important du Mapaï. Pendant la Seconde Guerre mondiale, il a mené des négociations avec le Troisième Reich, tentant d’échanger des juifs européens contre la fourniture de camions. Ces négociations ont été des échecs, mais un petit groupe de juif a pu être évacué : le « train Kastner ». Kastner a dû choisir ceux qu’il évacuait, et donc aussi ceux qu’il n’évacuait pas. C’est sur cette base que Kastner est traîné en justice en 1953 par un proche du Hérout. D’abord condamné, il est finalement blanchi le 15 janvier 1958 par la justice.
Mais le Hérout a mené une campagne très violente contre le Mapaï, accusé d’avoir trahi les juifs d’Europe. Kastner est assassiné le 3 mars 1957 (avant son acquittement) par 3 anciens sympathisants du Lehi. Compte tenu de sa campagne, le Hérout est tenu pour au moins moralement responsable par une partie de l’opinion publique.
À la fin des années 1950, l’image du Hérout est ambiguë. 
- Il apparaît comme la seule véritable opposition (au moins au sein des partis sionistes) à l’hégémonie du Mapaï, et s’est constitué un électorat convaincu et fidèle.
- Il inquiète beaucoup d’Israéliens par l’image de violence qu’il dégage : volonté de conquêtes territoriales, discours violents, manifestations parfois violentes, tentations « terroristes » de certains de ses sympathisants ou membres les plus radicaux.

## Les années 1960 et la normalisation
Dans les années 1960, le Hérout va normaliser son ton et ses pratiques.
Les attaques verbales deviennent moins violentes, surtout après la retraite de Ben Gourion, en 1963. 
En 1965, le Hérout s’allie avec le parti Libéral israélien, héritier des sionistes généraux. Le vieux mouvement centriste, allié historique des socialistes, s’est détaché d’eux en 1955. Ensemble, le Hérout et le parti Libéral forment la coalition électorale Gahal.
La présence des libéraux donne une image plus modérée à la droite israélienne.
La nouvelle alliance va obtenir de bons résultats électoraux, et s’affirmer comme la première force d’opposition. 
En 1967, c’est la guerre des Six Jours. Peu avant celle-ci, le Premier ministre socialiste, Levi Eshkol, qui n’a pas la même hostilité pour Menahem Begin que David Ben Gourion, invite le Hérout à participer à la coalition gouvernementale. Le Hérout accepte, et restera au gouvernement jusqu’en 1970, obtenant ainsi une respectabilité nouvelle. Il quitte le gouvernement par hostilité au plan de paix américain, dit plan Rogers, que le gouvernement israélien n’avait pas rejeté.

## Les années 1970 et la création du Likoud
Au début des années 1970, la droite israélienne est en ascension.
Elle bénéficie de l’usure des socialistes, au pouvoir au sein du Yichouv depuis les années 1920.
Elle bénéficie aussi du vote d’une partie croissante des Séfarades (juifs originaires des pays arabes). Ces juifs ont été difficilement intégrés à partir des années 1950. Ils représentent la partie la plus pauvre de la population. Certains milieux socialistes n’ont pas caché leurs inquiétudes de la « levantinisation » (orientalisation) d’Israël, une attitude jugée humiliante par beaucoup de séfarades. La rancœur à l’égard du Mapaï est donc croissante.
La droite bénéficie enfin de la crédibilité nouvelle de son projet de grand Israël. Si la revendication de l’annexion de la Jordanie n’est plus d’actualité, l’occupation de la Bande de Gaza et de la Cisjordanie (Judée-Samarie) après la guerre des Six Jours de 1967 rend crédible un grand Israël sur l’ancienne Palestine mandataire. La capacité de conviction de la droite dans ce domaine s’en trouve donc renforcée.
En 1973, le Hérout, le parti Libéral et quelques autres groupes de droite de moindre importance fondent un nouveau parti, le Likoud. Le dirigeant du nouveau parti est Menahem Begin. L’idéologie du parti (libéralisme économique et annexions territoriales) est surtout celle du Herout et de l’ancien Parti révisionniste. Le Likoud apparaît donc assez largement comme le continuateur du mouvement révisionniste d’avant-guerre.
En 1977, le nouveau parti remportera les élections, et mettra fin à un demi-siècle de domination politique de la gauche.

## Résultats électoraux du Hérout
| Années      | 1949   | 1951  | 1955   | 1959   | 1961   |
| pourcentage | 11,5 % | 6,6 % | 12,5 % | 13,5 % | 13,8 % |
| Sièges      | 14     | 8     | 15     | 17     | 17     |
| ----------- | ------ | ----- | ------ | ------ | ------ |

En 1965 et 1969, le Hérout se présente sur une liste unique avec le parti libéral, liste appelée Gahal. Résultats du Gahal → 1965 : 21,3 % et 26 sièges ; 1969 : 21,7 % et 26 sièges. En 1973, c'est la création du Likoud. Il obtient aux élections de la même année 30,2 % des suffrages et 39 sièges.
Source : le site de la Knesset.